# Palatul Sturdza de la Cozmești

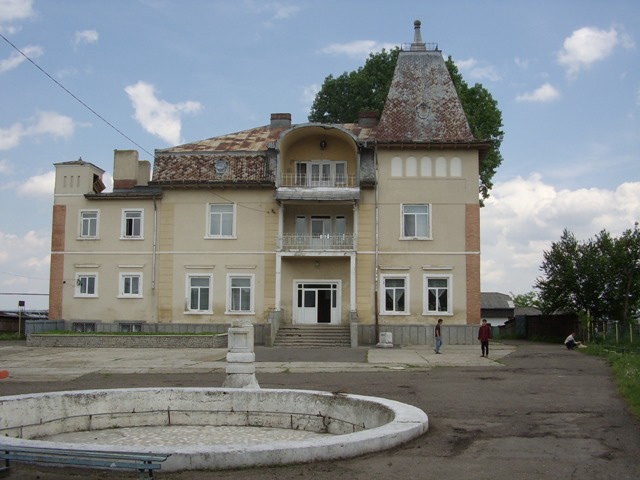
Palatul Sturdza de la Cozmeşti.

Palatul Sturdza de la Cozmești este un palat construit în stil neogotic în anul 1816, de către vistiernicul Grigoraș Sturdza în satul Cozmești (comuna Stolniceni-Prăjescu, județul Iași). 

## Istoric
Începând din anul 1803, moșia din satul Cozmești (comuna Stolniceni-Prăjescu) apare menționată în documente ca aparținând vistiernicului Grigoraș Sturdza. În anul 1816, acesta a construit aici, după planurile arhitectului Iosif Demesovici, un palat pe locul unor case boierești mai vechi. 
De-a lungul timpului, palatul a suferit mai multe modificări. Mihail Sturdza (1794-1884), viitor domn al Moldovei în perioada 1834-1849, a ridicat un al doilea etaj al palatului. Acesta a murit la Paris, la vârsta de 90 de ani, lăsând în urma sa mai mulți copii din căsătoriile sale. Copiii săi s-au certat pentru împărțirea averii uriașe lăsate de fostul domnitor, care cuprindea și moșia Cozmești. 
Moșia Cozmești a fost moștenită în anul 1884 de către Grigore M. Sturdza (1821-1901), fiul din prima căsătorie a lui Mihail Sturdza cu Elena Rosetti. Acesta era cunoscut sub porecla de "beizadea vițel", pentru că făcea exerciții fizice ridicând pe umeri un vițel . A urmat studii la școlile de la Paris și Berlin, apoi a participat la Războiul Crimeii (1853-1856), în calitate de general turc, sub numele de Muhlis Pașa. După ce a încercat să devină domnitor al Moldovei, candidând în anul 1859 împotriva propriului tată, el a îndeplinit după răsturnarea lui Cuza în anul 1866 funcțiile de deputat și senator în Parlamentul României. Alături de moșia Cozmești, el a moștenit și moșia Cristești.
În prezent, Palatul de la Cozmești găzduiește Centrul de orientare, calificare și plasare a tinerilor peste 18 ani proveniți din centrele de plasament în vederea integrării socio-profesionale.

## Fotogalerie

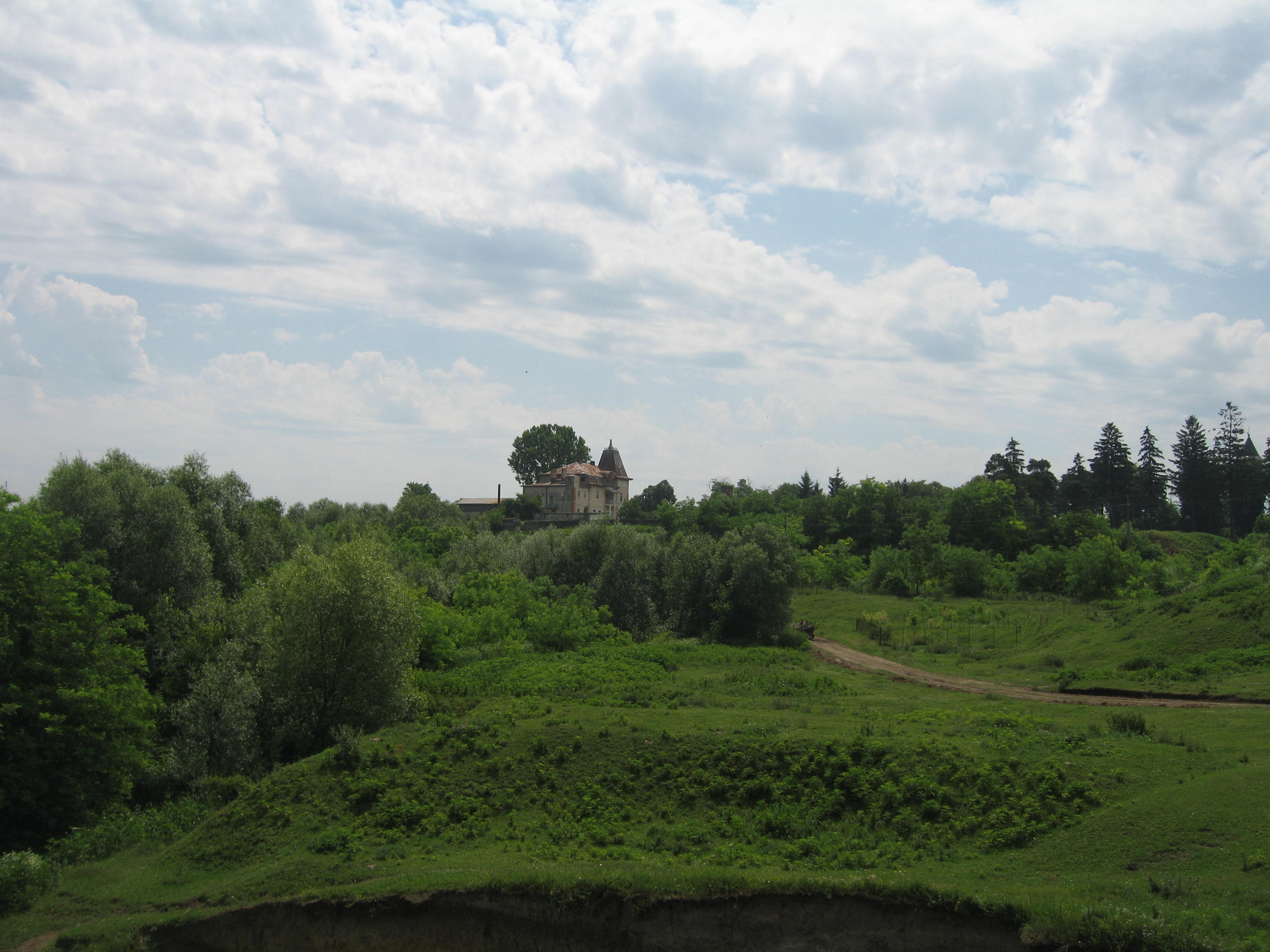
Palatul văzut de pe deal
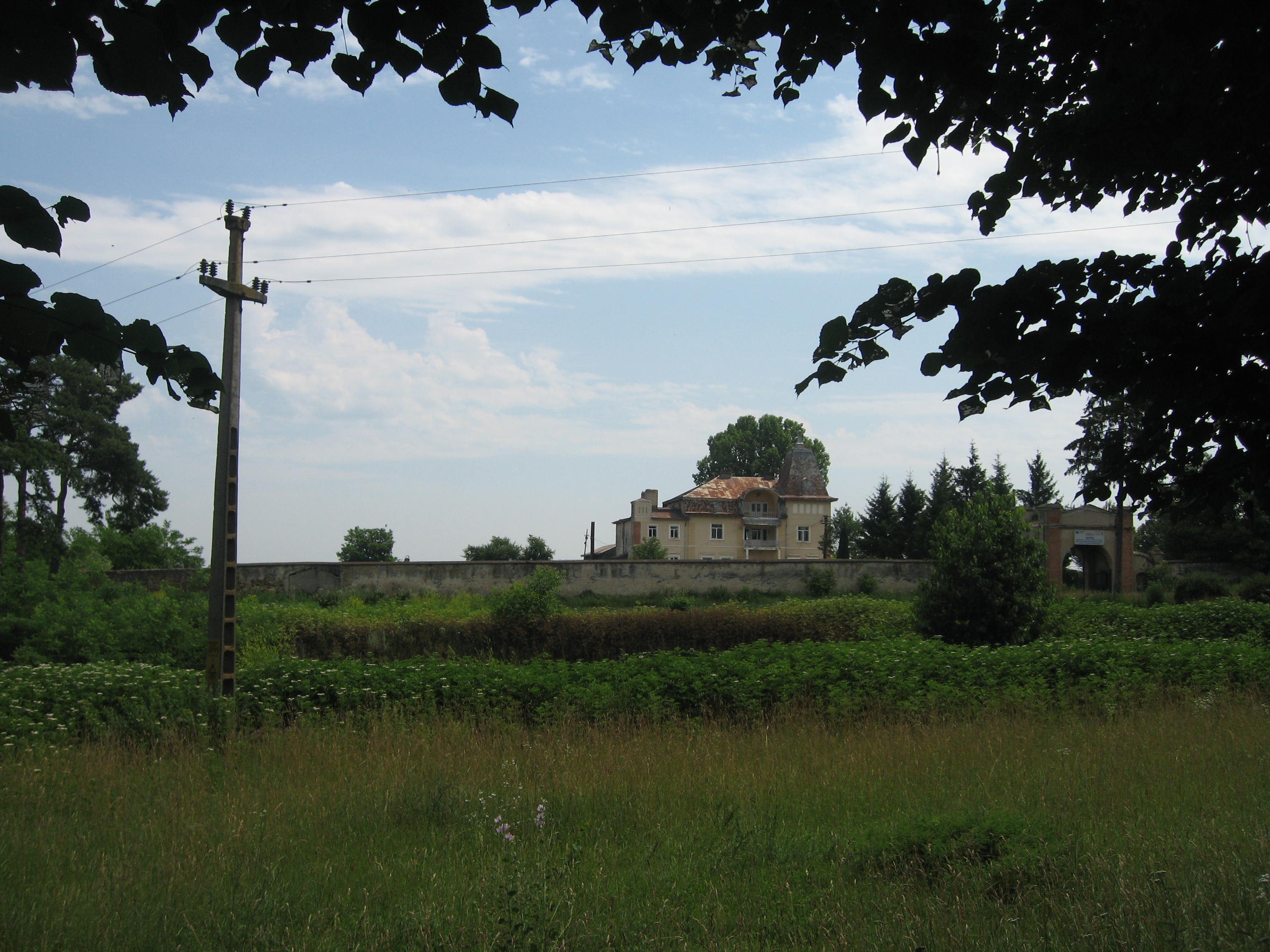
Palatul
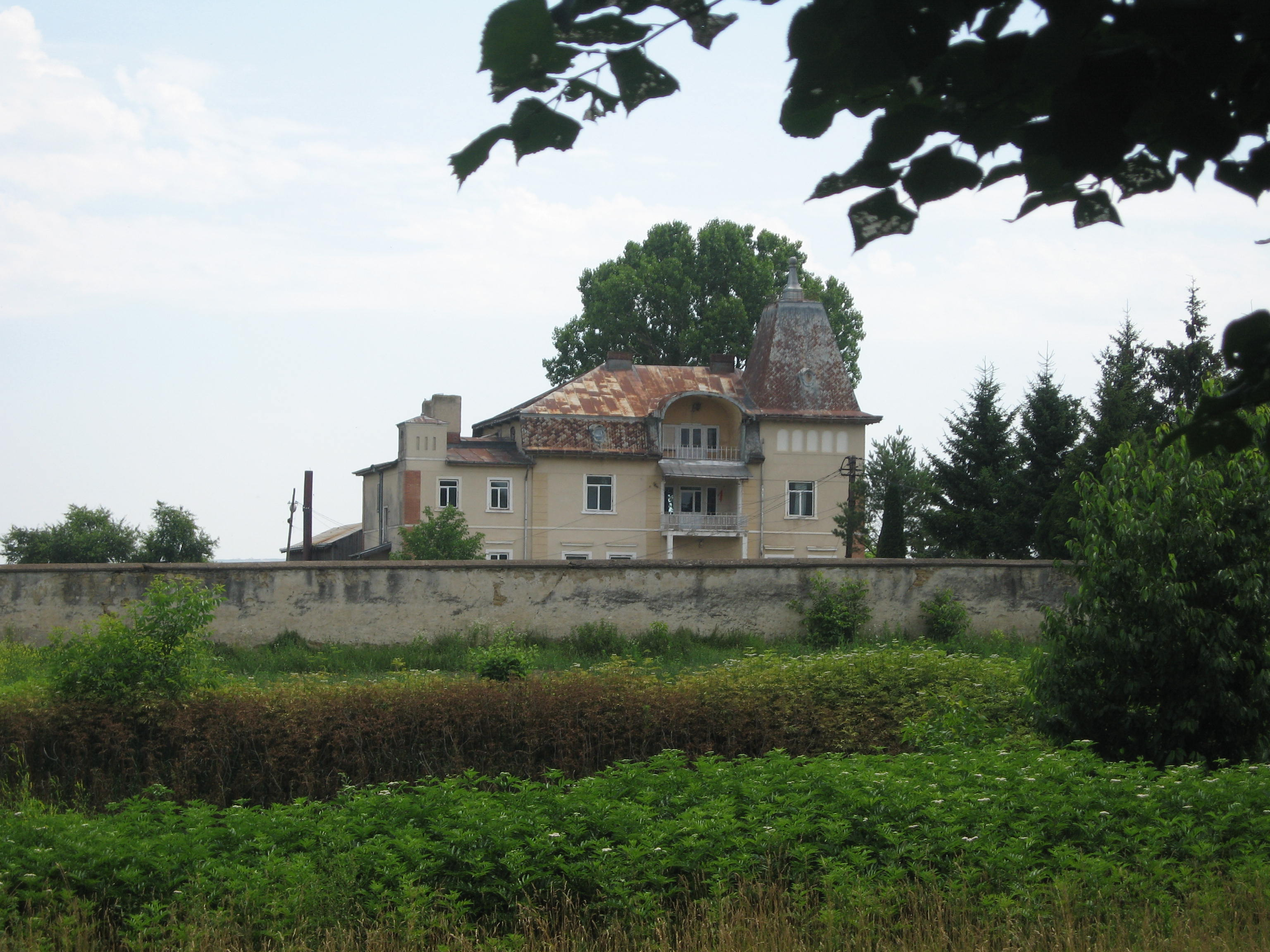
Palatul
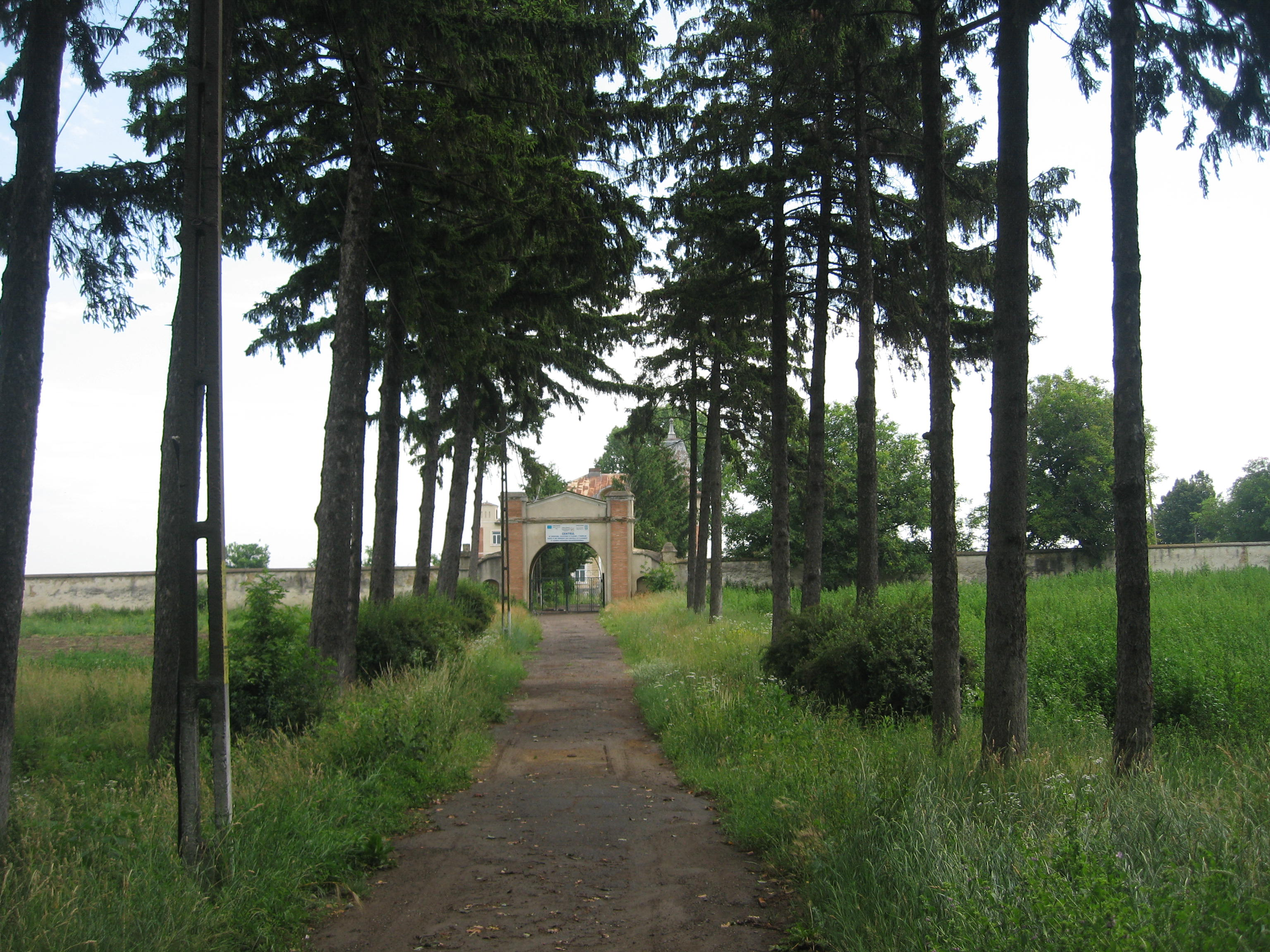
Domeniul Sturdza
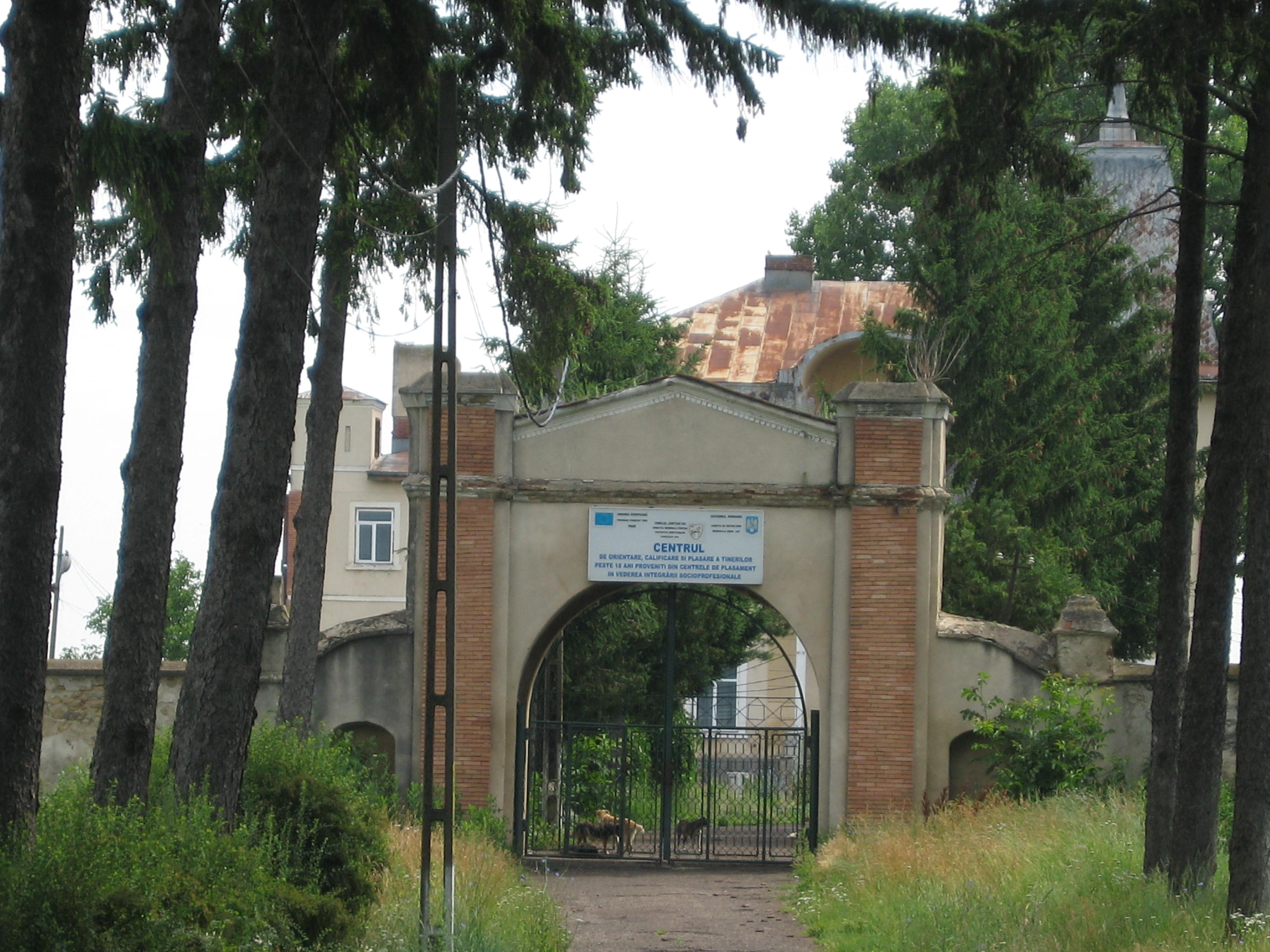
Poarta de intrare în curtea palatului
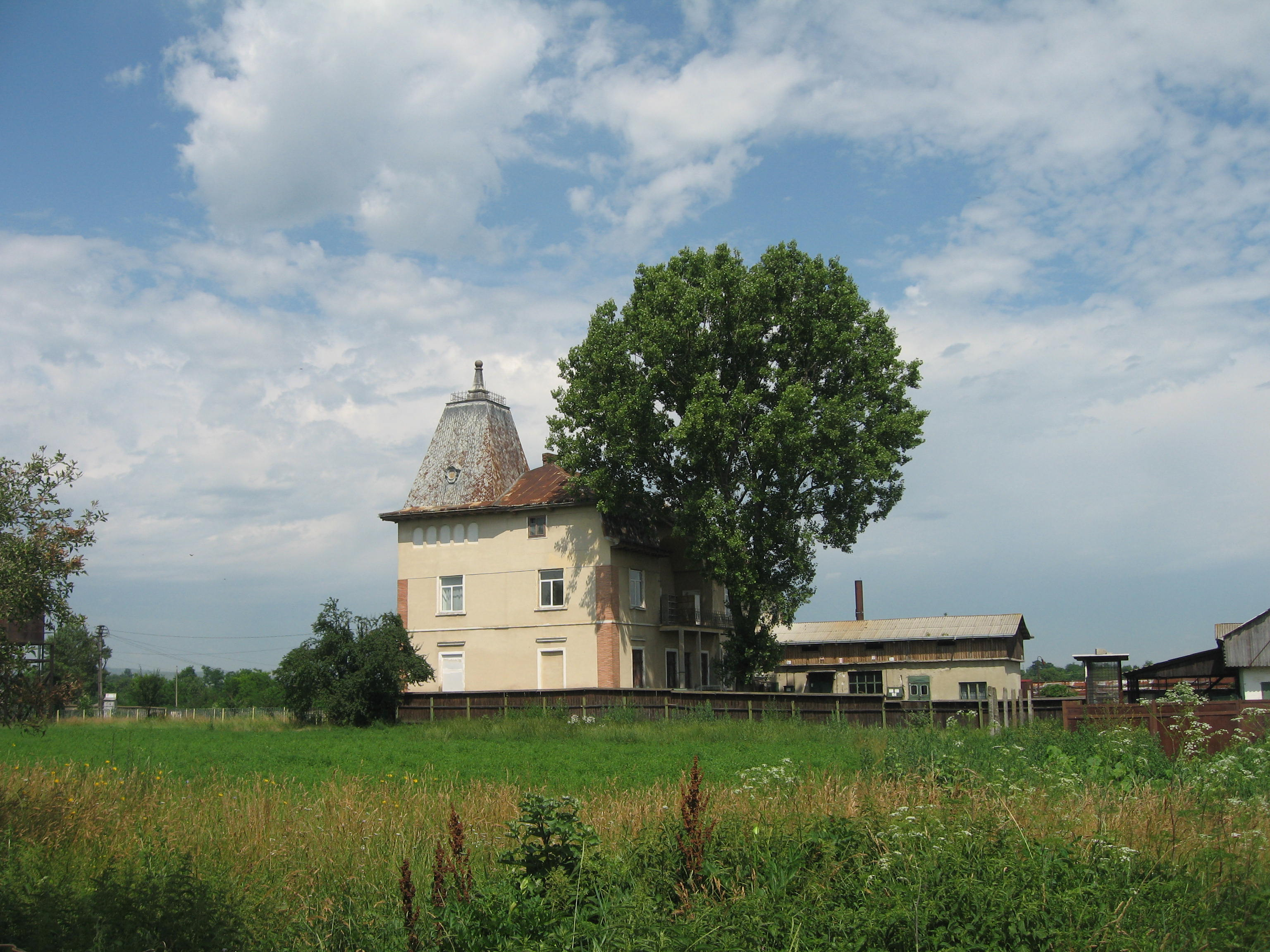
Palatul văzut din curtea bisericii
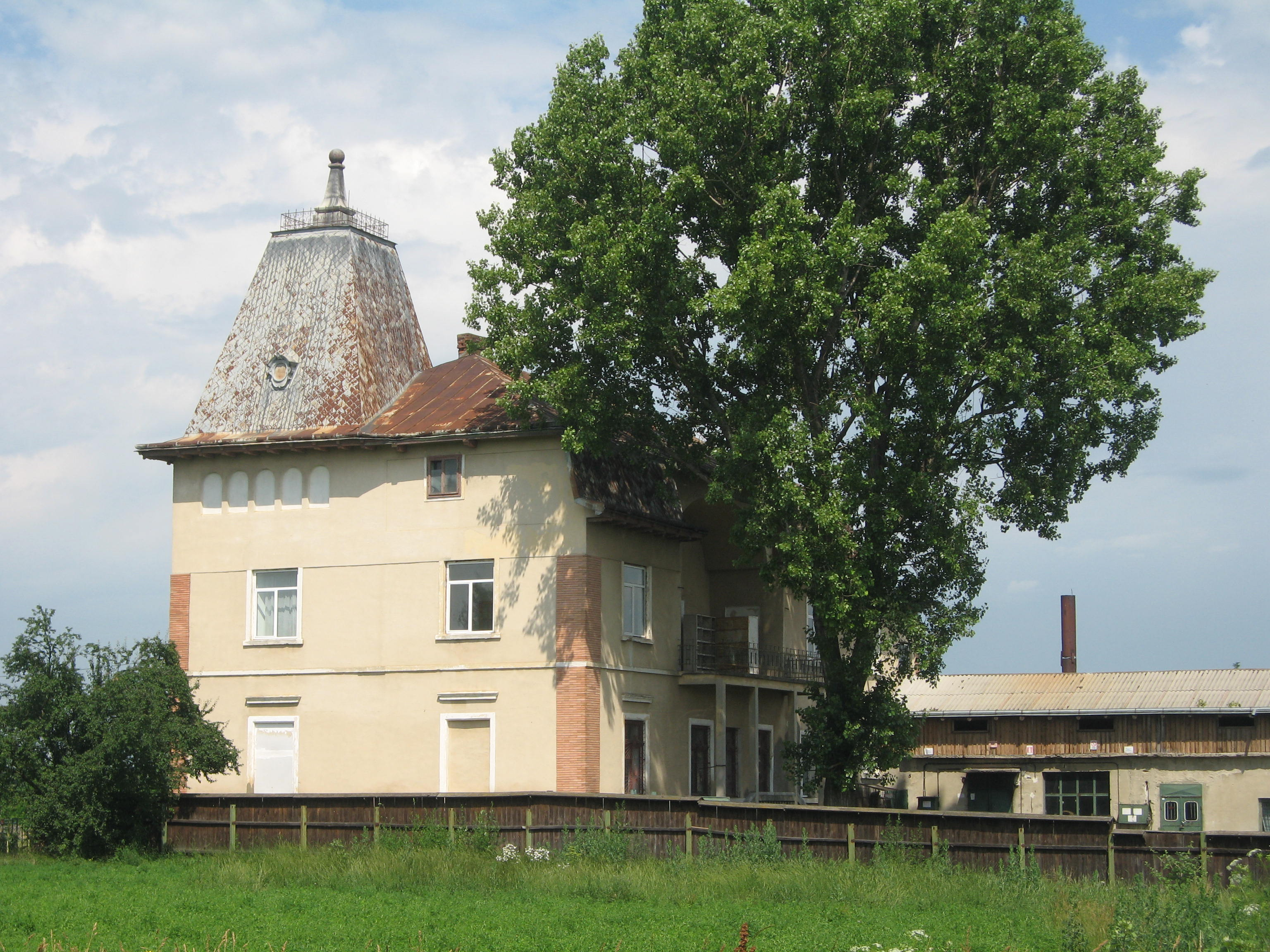
Palatul văzut din curtea bisericii
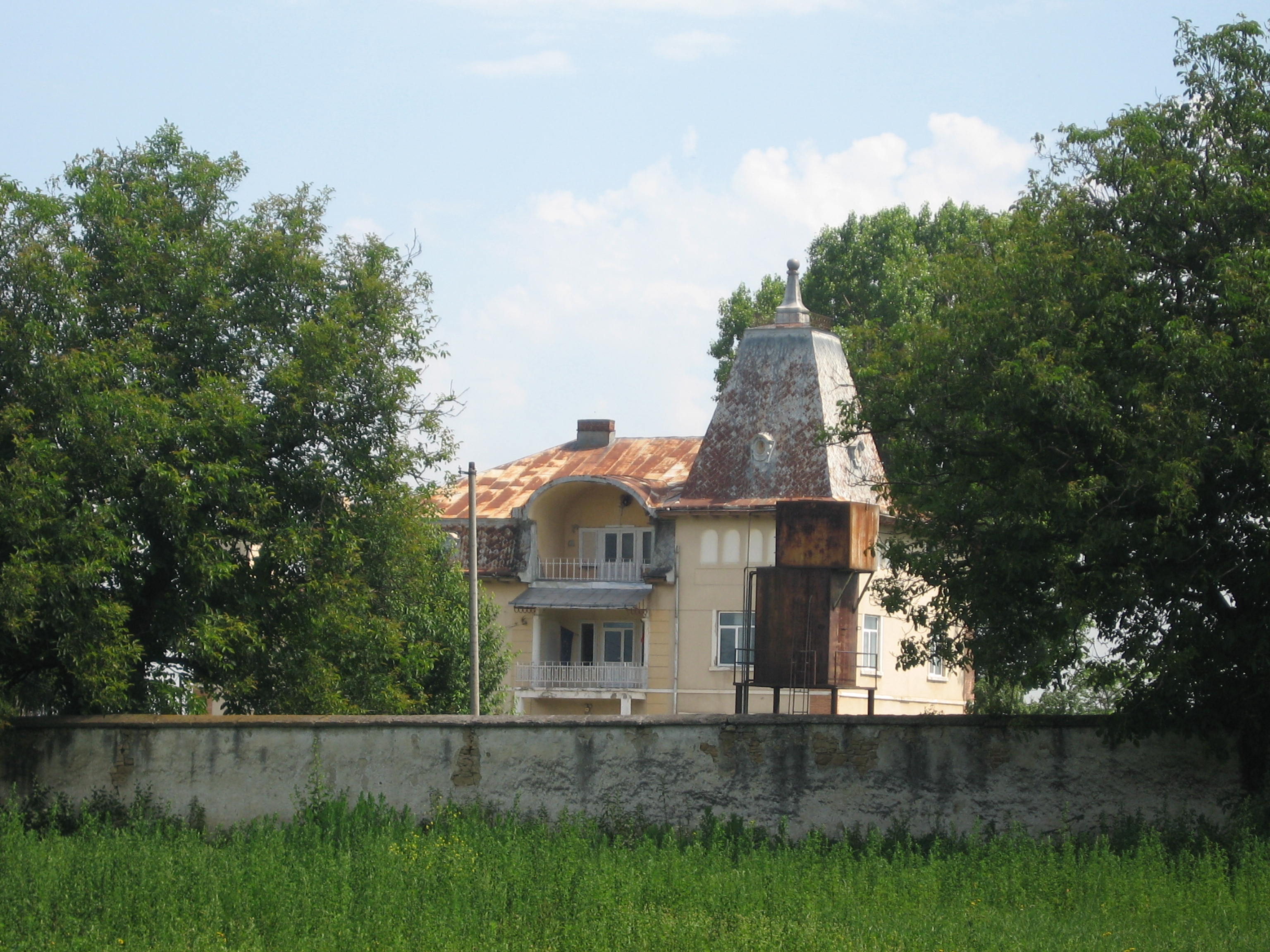
Palatul
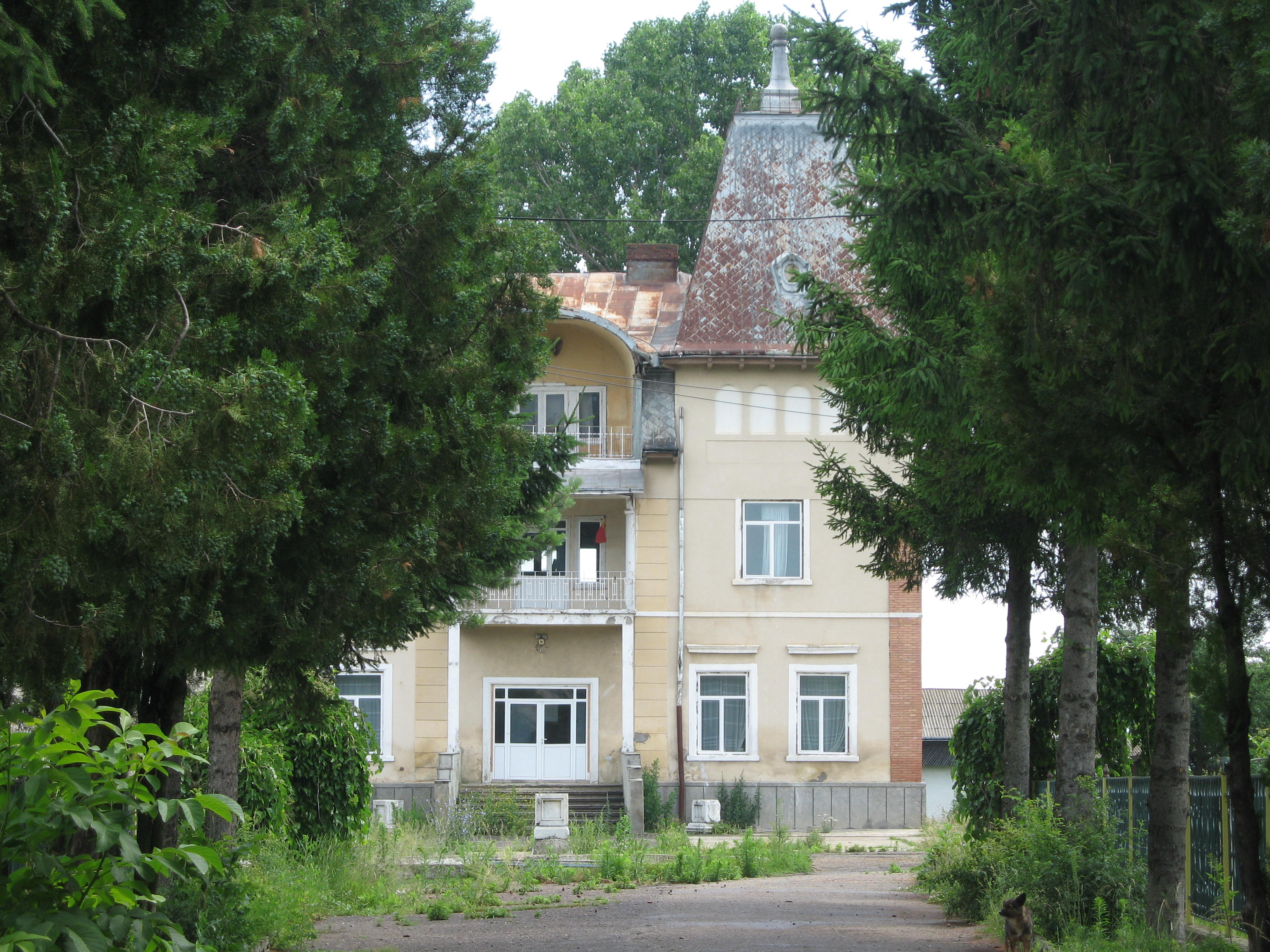
Faţada palatului
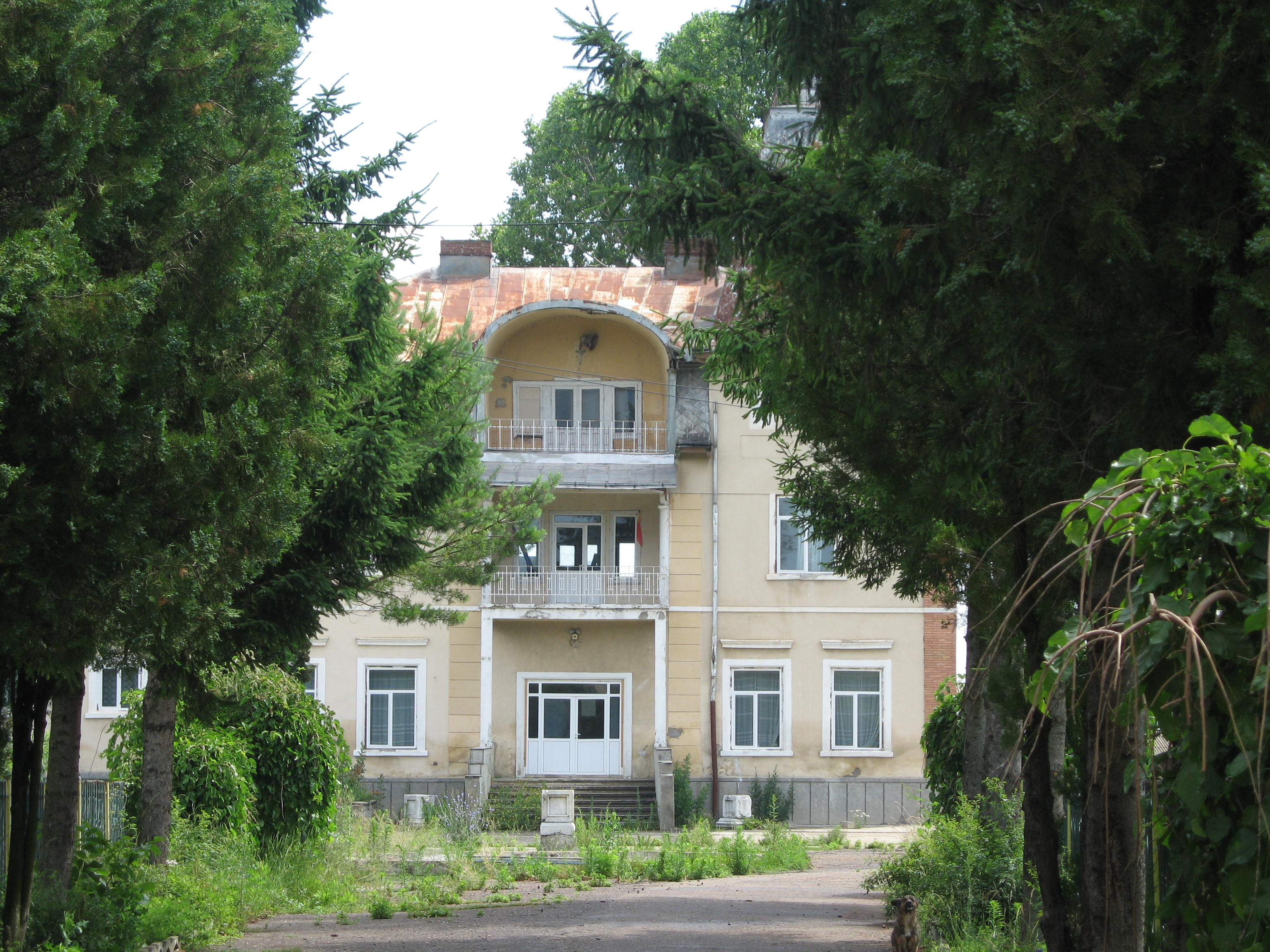
Faţada palatului